# Taliesin

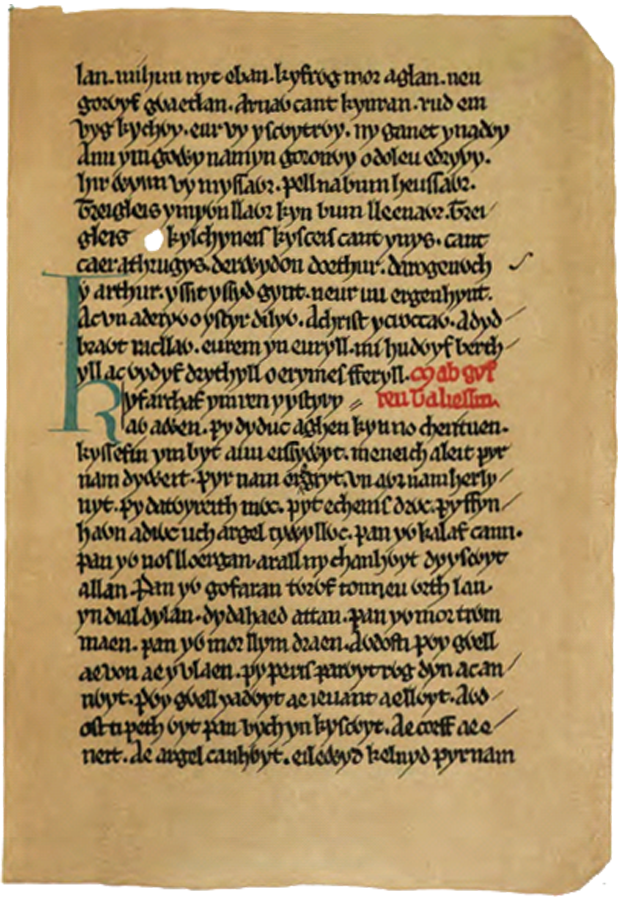
Llyfr Taliesin (Llibre de Taliesin), foli 13r (facsímil publicat el 1868).

Taliesin (vers 534 - vers 599) fou un poeta gal·lès del segle vi, el més antic dels coneguts. Pertanyia al grup dels Cynfeirdd (bards primitius), cantà l'edat heroicoguerrera de Gal·les i elogià el rei Cynan Garwyn i al príncep Urien Rheged. La seva poesia dramàtica mostra que el gal·lès era emprat com a mitjà artístic en aquesta etapa primerenca de la seva història lingüística.
La seva obra és recollida al Llyfr Taliesin (Llibre de Taliesin).